# جيرهارد إيك
جيرهارد إيك هو سياسي ألماني، ولد في 24 يناير 1960 في شفاينفورت في ألمانيا. نشط حزبياً في الاتحاد الاجتماعي المسيحي. وقد انتخب عضو مجلس الشورى الموحد لبافاريا ‏ خلال فترته النيابية ‏ (5 نوفمبر 2018 – ).